# النا نوذدران
النا نوذدران (اوکراینی: Олена Іванівна Ноздрань؛ زادهٔ ۲۰ ژوئیهٔ ۱۹۷۵) بدمینتون‌باز اهل اوکراین است.

## حرفه
وی همچنین از بدمینتون‌بازان بازی‌های المپیک تابستانی ۱۹۹۶ و ۲۰۰۰ بوده‌است.